# Instytut Sportu
Instytut Sportu – państwowy instytut badawczy nadzorowany przez Ministra Sportu i Turystyki, z siedzibą w Warszawie w dzielnicy Bielany na Młocinach, przy ul. Trylogii 2/16.

## Historia
Instytut Sportu został powołany Zarządzeniem nr 60 Prezesa Rady Ministrów z dnia 4 listopada 1977 r. jako samodzielna placówka naukowa. W 2015 r. nadano mu status państwowego instytutu badawczego.

## Zadania
Przedmiotem działania Instytutu jest:
- przeprowadzanie badań naukowych na rzecz sportu,
- zapewnienie udziału nauki w procesie przygotowania zawodników do startu w Igrzyskach Olimpijskich,
- opracowanie ekspertyz i wykonywanie usług dla organizacji i związków sportowych,
- projektowanie i konstrukcja urządzeń pomiarowych na rzecz sportu,
- certyfikacja wyrobów dla sportu i rekreacji.

## Struktura
W skład Instytutu wchodzą następujące jednostki organizacyjne:
- Akademia Trenerska
- Zakład Biochemii
- Zakład Biomechaniki
- Zakład Endokrynologii
- Zakład Fizjologii
- Zakład Fizjologii Żywienia
- Zakład Konstrukcji Urządzeń Badawczych
- Zakład Psychologii
- Zespół Badawczy Sprzętu
- Zespół Certyfikacji Sprzętu i Badań Nawierzchni Sportowych
- Ośrodek Informacji Naukowej
- Przychodnia Przyzakładowa i Sportowo-Lekarska
- Redakcja czasopisma „Biology of Sport”

## Zarząd
Dyrekcja
Dyrektor: Jerzy Eliasz
Zastępca dyrektora: vacat
Rada naukowa
Przewodniczący: prof. dr hab. inż. Jerzy Detyna
Zastępcy przewodniczącego: dr hab. Jadwiga Malczewska-Lenczowska
Dawni dyrektorzy:
- prof. dr hab. Ryszard Grucza (1991–2008)
- dr Andrzej Pokrywka (2009–2015)[8]
- dr Bartosz Krawczyński (2015[9]–2017)
- Urszula Włodarczyk (2017–2023)
- Konrad Witek (2023–2025)[10][11]